# Veselin Masleša
Veselin Masleša (en serbe cyrillique : Веселин Маслеша), né le 20 avril 1906 à Banja Luka et mort le 14 juin 1943, était un écrivain et militant politique yougoslave, issu de la communauté serbe de Bosnie. Membre des Partisans. Il a été reconnu comme un héros de guerre par la République fédérative socialiste de Yougoslavie.

## Biographie
Veselin Masleša est né à Banja Luka, en Bosnie-Herzégovine. Il effectua ses études élémentaires et secondaires dans sa ville natale. Il étudia ensuite le droit à l'Université de Zagreb, l'économie à Francfort puis l'économie politique et la sociologie à Paris.
Masleša fut publié pour la première fois dans le magazine Nova literatura in 1928 et il publia ensuite dans les magazines Književnik, Stožer, Danas et Naša stvarnost. Il écrivit deux grandes études intitulées Mlada Bosna (Jeune Bosnie) et Svetozar Marković qui furent éditées plus tard, en 1945.
En 1927, Masleša fut arrêté pour la première fois en raison de ses idées communistes. Entre 1928 et 1939, il fut arrêté puis relâché à plusieurs reprises et dut souvent se cacher. Quand la Seconde Guerre mondiale commença en Yougoslavie en 1941, il se trouvait au Monténégro. Il y rejoignit les Partisans de Tito. Masleša mourut au cours d'une tentative pour briser les lignes ennemies lors de la bataille de la Sutjeska au cours du printemps 1943.

## Postérité
Le 20 décembre 1951, Veselin Masleša reçu à titre posthume le titre de Héros national de la Yougoslavie. Des institutions diverses portent aujourd'hui son nom, comme l'école élémentaire Veselin Masleša de Belgrade.